# 雅马哈车队
雅马哈车队是山葉發動機旗下的一支在世界摩托车锦标赛上参赛的摩托车车队。 该车队成立于1999年。 2002年，該車隊的歐洲總部從荷兰搬遷至意大利。 